# Дурні (п'єса)
«Дурні» — жартівлива казка Ніла Саймона, дія якої відбувається наприкінці ХІХ століття в маленькому Українському селі Кулєнчиков. Історія розповідає про Леона Степоновича Толчинського, шкільного вчителя, який влаштовується на нову роботу, навчаючи Софію, доньку доктора Зубрицького та його дружини Льоні. Незабаром Леон дізнається, що на селі є прокляття, яке робить усіх дурними, але виникають ускладнення, коли Леон закохується у свою ученицю.

## Постановка
Прем'єра вистави відбулася на Бродвеї в театрі Юджина О'Ніла 6 квітня 1981 року і була закрита 9 травня 1981 року після 40 вистав. Режисером став Майк Ніколс, а в акторський склад увійшли Джон Рубінштейн, Гарольд Ґулд, Річард Б. Шалл, Флоренс Стенлі та Памела Рід. Декорації створив Джон Лі Бітті, костюми — Патриція Зіппродт, освітлення — Тарон Массер, а музику — Джон Рубінштейн.
П'єса нібито була написана в результаті угоди, яку Саймон уклав зі своєю дружиною під час шлюборозлучного процесу. Їй пообіцяли прибуток від його наступної п'єси, тож він спробував написати те, що ніколи не протримається на Бродвеї.

### Адаптації
У 1984 році вистава була адаптована як сценічний мюзикл під назвою «Прокляття Кулєнчикова» з книгою та музикою Пітера Мельника, текстом — Петом Паттісоном і режисером — Полом Ворнером. Мюзикл проходив у квітні-травні 1984 року в Старій бібліотеці в Леверетт-хаус Гарвардського університету.
З дозволу Саймона п'єса була адаптована в ще один мюзикл у 1990 році, цього разу під назвою «Куленчиков» . Його створили в Сан-Хосе, штат Каліфорнія, в листопаді того ж року. Переглянуте лібрето, оригінальну музику та тексти написав драматург / композитор Тед Копулос із району затоки Сан-Франциско. Окрім партитури з 14 пісень, було створено додаткового персонажа — Олексія, дядька-шахрая Леона, який виступив у ролі ненавмисного Єнчного кохання та продемонстрував, як навіть найдурніший із селян може перемогти у власній грі найрозумніших шахраїв.

## Сюжет

### Акт перший
Історія починається з того, що амбітний молодий шкільний вчитель Леон Толчинський (який під час вистави часто ламає четверту стіну) приїжджає в село Кулєнчиков. Його мета — виховати доньку лікаря Софію Зубрицьку. Після прибуття Леон зустрічає досить тупуватого пастуха на ім'я «Щось-Щось Снецький, овечий невдаха». Після заплутаної та виснажливої розмови зі Снецьким Леон прямує шукати будинок свого нового роботодавця, доктора Зубрицького.
Після того як Леон бореться з місцевими жителями (поштарем Мішкіним, м'ясником Словічем і продавцем Єнчною), дія переноситься в дім доктора Зубрицького та його дружини. Ми дізнаємося, що ця пара настільки ж недалека, як і решта персонажів. Невдовзі входить Леон, і пара влаштовує з ним свої нерозумні витівки. Коли лікар згадує про прокляття, Леон виявляє, що ідіотизм міста невипадковий, що це 200-річне прокляття дурості, накладене на них Володимиром Юсекевичем після того, як його син покінчив із собою через те, що батько красуні Софії (не донька лікаря, а радше її предка з таким же іменем) заборонив їй бачитися з сином Володимира. Прична була в тому, що хлопець був неписьменним. Тому батько змусив доньку вийти заміж за іншого. Прокляття буде знято, якщо Леон зможе виховати Софію. Леон знайомиться з донькою Зубрицьких, Софією, і відразу закохується. Він намагається поставити їй кілька простих запитань, але вона дає безглузді відповіді. Пізніше Леон розмовляє із Зубрицькими, які кажуть йому, що прокляття також можна зняти, якщо Софія вийде заміж за графа Грегора, останнього з роду Юсекевичів.
Леон вирішує зняти прокляття. Після моменту коливань, Леон сповнений рішучості зняти прокляття. Пізніше Леон знову стикається з місцевими жителями, і Леон дізнається, що крім ідіоизму люди в Кулєнчикові не здатні любити. По цьому Леон вперше зустрічає графа Грегора, і після дебатів граф шокує Леона, сказавши, що якщо Леон не зможе навчити Софію протягом 24 годин після його прибуття до Кулєнчикова, він теж стане жертвою прокляття. При цьому хоча граф Грегор робить Софії пропозицію двічі на день, вона постійно відкидає його залицяння. Леон знову зустрічається з Софією, і вона підтверджує своє бажання його покохати. Леон обіцяє, що вона полюбить його наступного дня.

### Акт другий
Наступного ранку о 8 годині, з більшою мотивацією, ніж будь-коли, Леон намагається навчати Софію елементарній математиці. Однак незабаром урок переростає в дискусію, і Леон не може навчити її. Як він не намагався, наближається 9 ранку, як оголосив суддя, і, здається, все втрачено.
Незважаючи на те, що прокляття не впливає на Леона, він обманює всіх, щоб повірити, що прокляття спіткало його. Усі вірять грі, але пізніше Леон розповідає Софії, що прокляття не вплинуло на нього. Леон вважає, що прокляття насправді є психологічним феноменом, який виник через те, що селянам завжди казали, що вони дурні. У Леона є план, який розгортається в наступних сценах: Леон переконує графа Грегора прийняти його як сина, тим самим ставши Юсекевичем і знявши прокляття (принаймні в умах городян). Леон і Софія збираються одружитися. В останню хвилину граф Грегор визнає, що документи про усиновлення насправді є документами про розлучення, і весілля майже скасовано, доки він «люб'язно» не запропонує одружитися на Софії.
Маючи в рукаві ще одну хитрість, Леон просить у листоноші Мішкіна термінового листа (згаданого раніше). Леон читає листа і повідомляє, що його дядько помер і залишив йому всі свої борги. Мовляв, хоч дядько і змінив прізвище, але від боргу не втекти. На запитання, яке прізвище, він каже «Юсекевич». Однак у листі дійсно містився рахунок від його коледжу, в якому говорилося, що Леону потрібно завершити виплату боргів. Однак містяни потрапляють на хитрість. Леон і Софія одружуються, і прокляття Кулєнчикова знято.
Після весілля ми бачимо, що сталося з усіма героями, коли вони один за одним виходять на сцену. Магістрат став чудовим суддею, але впав у корупцію і зрештою був засуджений за шахрайство. Мішкін написав шестисотсторінковий роман про «Прокляття Кульєнчикова», але той був втрачений поштовою службою. Словітч підтвердив свої найбільші побоювання бути безнадійно дурним, коли купив чотири м'ясних магазини в місті, якому потрібен був лише один, і збанкрутував за місяць. Снецький знайшов своїх овець і з часом став великим меценатом. Єнчна зайнялася нерухомістю і тепер володіє сімнадцятьма будинками в Кульєнчикові, включно з особняком графа Грегора. Леня Зубрицька пішла у політику (ставши першою жінкою-мером Кульєнчикова), і тепер до неї навіть чоловік змушений призначати зустрічі. Доктор Зубрицький був прийнятий у школу медицини та дизайну інтер'єру, став шановним лікарем і тепер працює на королівську родину. Граф Грегор відмовився від своїх поганих звичок і став міським ченцем. Час від часу він виходить на вершину пагорба, щоб помолитися, щоб Бог скинув воду на село. Леон продовжує викладати, а Софія щасливо виношує їхню дитину і дає Леону уроки життя.

## Персонажі
- Леон Степонович Толчинський — головний герой, молодий шкільний учитель, якого відправляють до Кулєнчикова навчати Софію. На нього не впливає прокляття ідіотизму, накладене на Кулєнчикова Володимиром Юсекевичем.
- Софія Ірена Оленя Зубрицька — підлітка, яку прокляв ідіотизмом разом з іншими Кульєнчиковими граф Грегор. Дочка доктора Миколи та Лені та кохана Леона.
- Грегор Михайлович Брезновський Федір Юсекевич («Граф Грегор») — антагоніст, останній предок Володимира Юсекевича, який 200 років тому прокляв Кулєнчикова ідіотизмом.
- Доктор Микола Зубрицький — батько Софії, чоловік Лені. Він найняв Леона для навчання дочки. Проклятий ідіотизмом Володимира Юсекевича.
- Леня Зубрицька — мати Софії, дружина доктора Миколи. Проклята ідіотизмом Володимира Юсекевича.
- Щось-Щось Снецький — Пастух у Кулєнчикова. Відомий як «овечий невдаха». Проклятий ідіотизмом Володимира Юсекевича.
- Мішкін — молодий і досить гарний листоноша в Кулєнчикова. Проклятий ідіотизмом Володимира Юсекевича.
- Словіч — звіролюбний Різник у Кулєнчикові. Проклятий ідіотизмом Володимира Юсекевича.
- Єнчна — мила, але забудькувата продавчиня з Кулєчикова. Проклята ідіотизмом Володимира Юсекевича.
- Мировий суддя — боязкий судовий чиновник у Кулєнчикові. Проклятий ідіотизмом Володимира Юсекевича.

Необов'язкові додаткові персонажі
- Келіна — молода офіціантка в Кулєнчікова. Проклята ідіотизмом Володимира Юсекевича.
- Сестра Бобка — вбивця і пустотлива черниця зв Кулєнчикова. Проклята ідіотизмом Володимира Юсекевича.
- Сведка — няня підлітки з Кулєнчикова, яка бореться з алкоголізмом. Вони зникають безвісти на півдорозі п'єси, а підозрюваним винуватцем є граф Грегор. Проклята ідіотизмом Володимира Юсекевича. (Шведка використовує займенники Вони/Вона)
- Іван — молодий селянин з Кулєнчикова. Хлопець Мішкіна. Проклятий ідіотизмом Володимира Юсекевича.

## Відгуки
У своїй рецензії для The New York Times Френк Річ написав: «Коли спостерігаєш за містером Саймоном, режисером Майком Ніколсом і висококласним акторським складом, які намагаються надути це шоу, виникає відчуття нереальності. Це ніби команда блискучих дорогих хірургів була зібрана, щоб оперувати занозу. Хоча містер Саймон придумав кілька кумедних моментів, над дурістю можна пожартувати дуже багато. Щойно ми дізнаємося, що міський торговець продає квіти як сигу, що міський лікар не може прочитати власну карту зору, а міський пастух не може знайти своїх овець, кожна важлива лінія є потрібною».